# Liparis draculoides
Liparis draculoides är en orkidéart som beskrevs av Edward Warren Greenwood. Liparis draculoides ingår i släktet gulyxnen, och familjen orkidéer. Inga underarter finns listade i Catalogue of Life.